# Dommen i Nürnberg
Dommen i Nürnberg (originaltitel: Judgment at Nuremberg) er en amerikansk episk retsdramafilm fra 1961 instrueret og produceret af Stanley Kramer efter manuskript af Abby Mann. I filmen medvirker Spencer Tracy, Burt Lancaster, Richard Widmark, Maximilian Schell, Werner Klemperer, Marlene Dietrich, Judy Garland, William Shatner og Montgomery Clift. Filmen foregår i Nürnberg, i den vestlige besættelseszone i Tyskland, og skildrer en fiktiv udgave – med fiktive karakterer – af Dommersagen i 1947, en af de retssager, der blev gennemført under Nürnbergprocessen efter afslutningen af 2. verdenskrig.
Filmen er centreret om en militærdomstol ledet af retsformand Dan Haywood (spillet af Spencer Tracy), hvor fire tyske dommere og anklagere (sammenlignet med seksten tiltalte i virkelighedens Dommersag) står anklaget for forbrydelser mod menneskeheden på grund af deres ledende roller i Nazi-Tysklands retssystem. Retssagen centrerer sig om spørgsmål om tyskernes individuelle og kollektive ansvar for Holocaust, med et bagtæppe i den anspændte international situation efter krigsafslutningen, herunder begyndelsen af den kolde krig, Berlin-blokaden og det geopolitiske konsekvenser for de efterfølgende Nürnberg-processer som følge af tysk støtte til Vestblokken. Alt dette lægger stort pres på Haywoods bestræbelser på at nå frem til en retfærdig dom. Derudover står dommeren over for følelsesmæssige udfordringer i sine personlige forhold til tyskere uden for retssalen, der konsekvent hævder at være uvidende om nazisternes grusomheder, men som dommeren mistænker for at have vidst mere, end de vil indrømme.
En tidligere udgave af filmens fortælling blev udsendt i 1959 som et afsnit med samme navn i tv-serien Playhouse 90. Tv-afsnittet opnåede stor folkelig interesse, hvilket ledte til filmen. Maximillian Schell og Werner Klemperer portrætterede de samme roller i begge produktioner.
I 2013 blev Dommen i Nürnberg af Library of Congress udvalgt til bevarelse i United States National Film Registry som værende "kulturelt, historisk eller æstetisk betydningsfuld".

## Handling
Dommen i Nürnberg er centreret om en militærdomstol nedsat i Nürnberg i Tyskland, hvor fire tyske dommere og anklagere står anklaget for forbrydelser mod menneskeheden for deres involvering i grusomheder begået under det nazistiske regime.
Dommer Dan Haywood er retsformand i et dommerpanel af tre allierede dommere, som skal høre og afsige dom i sagen mod de tiltalte. Haywood er især interesseret i at lære, hvordan den tiltalte respekterede tyske jurist Ernst Janning kunne have begået de grusomheder, han er anklaget for, herunder at dømme uskyldige mennesker til døden.
Haywood søger at forstå, hvordan det tyske folk kunne have været døvt og blindt over for det nazistiske regimes forbrydelser. Under processen bliver han ven med enken efter en tysk general, som de allierede forinden har henrettet. Han taler med andre tyskere, der har forskellige perspektiver på krigen.
Andre karakterer, dommeren møder, er kaptajn i den amerikanske hær, Harrison Byers, der har til opgave at bistå de amerikanske dommere under sagen, og Irene Hoffmann, der er bange for at afgive vidneudsagn, der kan styrke anklagemyndighedens sag mod dommerne.
De tiltaltes tyske forsvarer Hans Rolfe redegør for, at de tiltalte ikke var de eneste, der hjalp eller ignorerede det nazistiske regime. Han hævder, at USA har begået handlinger, der er lige så slemme eller værre end nazisterne, såsom den amerikanske højesteretsdommer Oliver Wendell Holmes Jr.'s støtte til de første racehygiejneprogrammer; det mellem Vatikanet og Nazityskland indgåede Reichskonkordat fra 1933, som den tyske regering udnyttede som en implicit anerkendelse af det nazistiske regime; Molotov-Ribbentrop-pagten fra 1939, der banede vejen for Nazi-Tysklands invasion og besættelse af det vestlige Polen, der indledte Anden Verdenskrig; og atombomberne over Hiroshima og Nagasaki i krigens sidste fase i august 1945.
En af de tiltalte, Dr. Janning, nægter at vidne eller deltage i en retssag, som han inderligt mener er uden nogen form for legitimitet. Som forløbet imidlertid bliver mere og mere utåleligt for ham, bryder han dramatisk sin tavshed og vælger at vidne for domstolen som anklagemyndighedens vidne. Han indrømmer, at han er skyldig i at dømme en jødisk mand til døden for anklager om "racebesmittelse" - nemlig at manden havde sex med en ikke-jødisk pige - selvom han vidste, at der ikke var beviser til en sådan dom. Janning forklarer, at velmenende mennesker som ham hjalp Adolf Hitlers antisemitiske, racistiske politik ud af patriotisme på trods af at de vidste, at det var forkert, og at hele Tyskland bærer en vis grad af ansvar for de grusomheder, som det nazistiske regime begik.
Haywood må afveje den geopolitiske virkelighed mod sine egne idealer om retfærdighed. Retssagen foregår sideløbende medBerlinblokaden, og der er et pres for at lade de tyske tiltalte slippe let for at få tysk støtte i den eskalerende kolde krig mod Sovjetunionen.
Under den afsluttende procedure fastholder de fire tiltalte deres påstand "ikke skyldige", men Janning og medtiltalte, Werner Lampe, viser klar anger for deres handlinger, mens en tredje, Friedrich Hofstetter, hævder, at de ikke havde andet valg end at efterleve de love som Hitlers regering udstedte. Kun den fjerde tiltalte, Emil Hahn, er uden anger og fortæller amerikanerne, at de en dag vil fortryde ikke at havet allieret sig med nazisterne mod Sovjetunionen. I sidste ende bliver alle fire tiltalte fundet skyldige og idømt livsvarigt fængsel.
Haywood besøger Janning i hans celle. Janning medgiver over for Haywood, at hans dom var retfærdig, men beder ham om at tro, at han aldrig havde vidst, at det ville komme så langt som til massemord på uskyldige. Dommer Haywood svarer, at den viden opstod, da Janning dømte en mand, han vidste, var uskyldig.
Haywood forlader cellen; en mellemtekst informerer publikum om, at af 99 tiltalte idømt fængselsstraffe i Nürnberg-retssagerne, var der ingen, der stadig afsonede en dom, da filmen blev udgivet i 1961. 

## Medvirkende
- Spencer Tracy som Chief Judge Dan Haywood
- Burt Lancaster som tiltalte Dr Ernst Janning
- Richard Widmark som anklager Col. Tad Lawson
- Maximilian Schell som forsvarer Hans Rolfe
- Marlene Dietrich som Frau Bertholt
- Montgomery Clift som Rudolph Peterson
- Judy Garland som Irene Hoffmann
- William Shatner som Captain Harrison Byers
- Howard Caine som Hugo Wallner – Irene's husband
- Werner Klemperer som tiltalte Emil Hahn
- John Wengraf som Herr Justizrat Dr Karl Wieck – tidligere justitsminister
- Karl Swenson som Dr Heinrich Geuter
- Ben Wright som Herr Halbestadt, Haywoods butler
- Virginia Christine som Mrs Halbestadt, Haywoods husholderske
- Edward Binns som Senator Burkette
- Torben Meyer som tiltalte Werner Lampe
- Martin Brandt som tiltalte Friedrich Hofstetter
- Kenneth MacKenna som dommer Kenneth Norris
- Ray Teal som dommer Curtiss Ives
- Alan Baxter som Brig. Gen. Matt Merrin
- Joseph Bernard som Major Abe Radnitz, Lawsons assistent
- Olga Fabian som Mrs Elsa Lindnow, vidne i Feldenstein-sagen
- Otto Waldis som Pohl
- Bernard Kates som Max Perkins

## Produktion

### Baggrund
Filmens tema er primært den nazityske stats overgreb begået mod dens egne borgere "i lovens navn" baseret på lovgivning om racemæssige, sociale, religiøse og racehygiejniske forhold. Filmen sætter spørgsmålstegn ved legitimiteten af disse handlinger.
Afsættet er virkelighedens Dommersag, hvor 16 dommere og anklagere, der under naziregimet håndhævede love — passivt, aktivt eller begge dele — der førte til tvangssterilisering og til fængsling og henrettelse af mennesker som følge af personers religion, race, etnicitet, politiske overbevisning eller fysiske eller psykiske handicap.

Filmen er bemærkelsesværdig for sin brug af retssalsdrama til at belyse individuel perfiditet og moralsk anløbenhed i tider med voldelige politiske omvæltninger. Filmen var den første mainstream-dramafilm, der ikke veg tilbage fra at vise faktiske optagelser filmet af amerikanske og britiske soldater efter befrielsen af de nazistiske koncentrationslejre. I filmen blev vist optagelser som anklager oberst Tad Lawson (spillet af Richard Widmark) fremlagde, hvor enorme bunker af nøgne lig lægges på rækker og bulldozes ned i åbne massegrave. Scenerne blev i datiden betragtet som usædvanligt eksplicitte og for en mainstream-film.
Ifølge flere kilder blev Tracys monolog i filmens klimaks filmet i én optagelse ved hjælp af flere kameraer. Montgomery Clift havde problemer med at huske sine replikker, så Kramer fortalte ham, at han skulle gøre sit bedste, og regnede korrekt med, at Clifts nervøsitet ville afspejle hans karakters mentale tilstand. Lancaster har kun tre replikker (ingen i retssalen) før hans lange monolog omkring 135 minutter inde i filmen. Judy Garland medvirkede i en film for første gang i syv år.

## Soundtrack
- " Lili Marleen "
  - Musik af Norbert Schultze (1938)
  - Tekst af Hans Leip (1915)
- "Liebeslied"
  - Musik af Ernest Gold
  - Tekst af Alfred Perry
- "Wenn wir marschieren"
  - Tysk folkesang (ca. 1910)
- “Wenn die Soldaten”
  - Tysk folkesang (ca. 1840)
- "Care for Me"
  - Af Ernest Gold
- "Notre amour ne peur"
  - Af Ernest Gold
- " Du, du liegst mir im Herzen "
  - Tysk folkesang, arrangement af Ernest Gold
- " Klaversonate nr. 8 i c-mol, op. 13 "
  - Af Ludwig van Beethoven

## Modtagelse
Filmen havde verdenspremiere den 14. december 1961 i Kongresshalle i Vestberlin. 300 journalister fra 22 lande var til stede, og der blev stillet høretelefoner til rådighed med filmens lydspor eftersynkroniseret på tysk, spansk, italiensk og fransk. Reaktionen fra publikum var angiveligt afdæmpet, med nogle klapsalver ved afslutningen, men de fleste af de fremmødte tyskere forlod salen i stilhed.
Filmen modtog positive anmeldelser fra kritikerne og blev rost som en direkte rekonstruktion af de berømte retssager mod nazistiske krigsforbrydere. Skuespillerne blev særlig rost, herunder Tracy, Lancaster, Schell, Clift og Garland. Filmens udgivelse var perfekt timet, da faldt sammen med virkelighedens retssag og domfældelse i Israel af den nazistiske SS-officer Adolf Eichmann.
The New York Times kaldte filmen "en kraftfuld, overbevisende film" med "et rørende, nøgternt budskab til verden". Variety skrev: "Med de mest smertefulde sider af moderne historie som sit bitre grundlag er Abby Manns intelligente, tankevækkende manuskript en dyster påmindelse om menneskets ansvar for at fordømme alvorlige onder, som det er bekendt med. Lektien er omhyggeligt, smagfuldt og opløftende fortalt i Kramers storstilede produktion." Magasinet Harrison's Reports gav filmen sin topkarakter "Udmærket" og roste Kramers "genialt flydende instruktion" og Spencer Tracy for "en præstation med overbevisende substans".
The New Yorker kaldte filmen "en modigt og, på trods af sin længde, kontinuerligt spændende film", som stiller spørgsmål, der "er blandt de største, der kan stilles og er ikke mindre friske og spændende selvom de er tusinder af år gammle" og tilføjede, at rollebesætningen var så fyldt med stjerner, "at den af og til truer med at blive til et Grand Hotel som retssalsdrama." The Washington Post anførte, at det er "en ekstraordinær film, både i koncept og håndtering."
Derimod gav britiske The Monthly Film Bulletin filmen en overvejende negativ anmeldelse, og anførte: "denne storstilede retssagsfilm underminerer troen på dens filosofiske og historiske udgangspunkt ved at indfarve dens bedste del af budskabet i et overlæsset retssalshysteri", og angav videre, at "i en række konstruerede scener ... er pointen mejslet igennem lige ned til den sidste dramatiske krydsklipning. Den samme besynderlige teknik (primært zoom-objektiv billeder og cirklende kamera) og showmanship gør retssagen til intet andet end en parodi - især i det melodramatiske skifte i Jannings karakter."
Filmen indspillede $6 millioner i USA og $10 millioner globalt udgivelse.
I Danmark havde filmen premiere den 19. december 1961 i Alexandra Biografen. Den fik i 1976 repremiere i Rialto og igen i 1979 i Alexandra. Herhjemme havde filmen ifølge Det Danske Filminstitut et begrænset publikum på 3.740 personer.

## Priser og nomineringer
| Pris                                        | Kategori                                               | Nomineret                                       | Resultat  |
| ------------------------------------------- | ------------------------------------------------------ | ----------------------------------------------- | --------- |
| Oscaruddelingen 1962                        | Oscar for bedste film                                  | Stanley Kramer                                  | Nomineret |
| Oscaruddelingen 1962                        | Oscar for bedste instruktør                            | Stanley Kramer                                  | Nomineret |
| Oscaruddelingen 1962                        | Oscar for bedste mandlige hovedrolle                   | Maximilian Schell                               | Vundet    |
| Oscaruddelingen 1962                        | Oscar for bedste mandlige hovedrolle                   | Spencer Tracy                                   | Nomineret |
| Oscaruddelingen 1962                        | Oscar for bedste mandlige birolle                      | Montgomery Clift                                | Nomineret |
| Oscaruddelingen 1962                        | Oscar for bedste kvindelige birolle                    | Judy Garland                                    | Nomineret |
| Oscaruddelingen 1962                        | Oscar for bedste filmatisering                         | Abby Mann                                       | Vundet    |
| Oscaruddelingen 1962                        | Oscar for bedste scenografi – Sort/hvid                | Rudolph Sternad og George Milo                  | Nomineret |
| Oscaruddelingen 1962                        | Oscar for bedste fotografering – Sort/hvid             | Ernest Laszlo                                   | Nomineret |
| Oscaruddelingen 1962                        | Oscar for bedste kostumer – Sort/hvid                  | Jean Louis                                      | Nomineret |
| Oscaruddelingen 1962                        | Oscar for bedste klipning                              | Frederic Knudtson                               | Nomineret |
| Oscaruddelingen 1962                        | Irving G. Thalberg Memorial Award                      | Stanley Kramer                                  | Vundet    |
| American Cinema Editors Awards              | Best Edited Feature Film                               | Frederic Knudtson                               | Nomineret |
| Bodilprisen                                 | Bodilprisen for bedste ikke-europæiske film            | Stanley Kramer                                  | Vundet    |
| British Academy Film Awards                 | Best Film                                              | Best Film                                       | Nomineret |
| British Academy Film Awards                 | Best Foreign Actor                                     | Montgomery Clift                                | Nomineret |
| British Academy Film Awards                 | Best Foreign Actor                                     | Maximilian Schell                               | Nomineret |
| Cinema Writers Circle Awards                | Best Foreign Film                                      | Best Foreign Film                               | Vundet    |
| David di Donatello Awards                   | Best Foreign Production                                | Best Foreign Production                         | Vundet    |
| David di Donatello Awards                   | Best Foreign Actor                                     | Spencer Tracy                                   | Vundet    |
| David di Donatello Awards                   | David Giovani Award                                    | Marlene Dietrich                                | Vundet    |
| Directors Guild of America Awards           | Outstanding Directorial Achievement in Motion Pictures | Stanley Kramer                                  | Nomineret |
| Fotogramas de Plata Awards                  | Best Foreign Performer                                 | Spencer Tracy                                   | Vundet    |
| Golden Globe Awards                         | Bedste film – Drama                                    | Bedste film – Drama                             | Nomineret |
| Golden Globe Awards                         | Bedste skuespiller – Drama                             | Maximilian Schell                               | Vundet    |
| Golden Globe Awards                         | Bedste mandlige birolle – spillefilm                   | Montgomery Clift                                | Nomineret |
| Golden Globe Awards                         | Bedste kvindelige birolle – spillefilm                 | Judy Garland                                    | Nomineret |
| Golden Globe Awards                         | Bedste instruktør                                      | Stanley Kramer                                  | Vundet    |
| Golden Globe Awards                         | Best Film Promoting International Understanding        | Best Film Promoting International Understanding | Nomineret |
| Laurel Awards                               | Top Drama                                              | Top Drama                                       | Nomineret |
| Laurel Awards                               | Top Male Dramatic Performance                          | Maximilian Schell                               | Nomineret |
| Laurel Awards                               | Top Male Supporting Performance                        | Montgomery Clift                                | Nomineret |
| Laurel Awards                               | Top Female Supporting Performance                      | Judy Garland                                    | Nomineret |
| Laurel Awards                               | Top Cinematography – Black and White                   | Ernest Laszlo                                   | Nomineret |
| Nastro d'Argento                            | Best Foreign Director                                  | Stanley Kramer                                  | Vundet    |
| National Board of Review Awards             | Top Ten Films                                          | Top Ten Films                                   | 8th Place |
| National Film Preservation Board            | National Film Registry                                 | National Film Registry                          | Inducted  |
| New York Film Critics Circle Awards         | Best Film                                              | Best Film                                       | Nomineret |
| New York Film Critics Circle Awards         | Best Actor                                             | Maximilian Schell                               | Vundet    |
| New York Film Critics Circle Awards         | Best Screenplay                                        | Abby Mann                                       | Vundet    |
| Online Film & Television Association Awards | Hall of Fame – Motion Picture                          | Hall of Fame – Motion Picture                   | Vundet    |
| Writers Guild of America Awards             | Best Written American Drama                            | Abby Mann                                       | Nomineret |

American Film Institute offentliggjorde i 2008 resultatet af en rundspørge blandt 1.500 personer fra det film- og kunstmiljøet om "bedste film" indenfor 10 forskellige genrer ("Ten Top Ten"), og her var filmen med på listen over de ti bedste retssalsdramaer. Filmen var også nomineret til AFI's 100 Years... 100 Movies.